# Volker Nikel

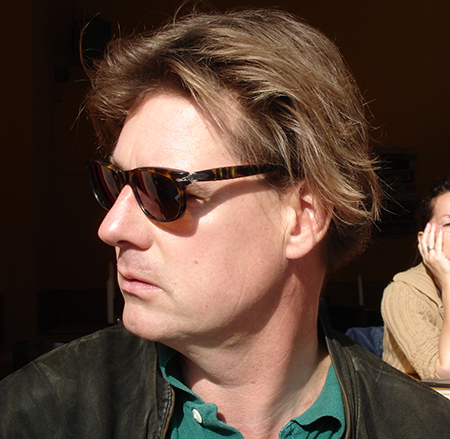
Volker Nikel

Volker Nikel (* 28. Juli 1959 in Berlin) ist ein Berliner Maler, Bildhauer und Performance-Künstler.

## Leben
Nikel wuchs in Berlin auf und zog von 1974 bis 1977 nach Bayern, wo er ein Jugendzentrum gründete. Seit Mitte der 1980er Jahre lebt er in Berlin-Kreuzberg in direkter Nachbarschaft des SO36. Während seines Studiums von 1981 bis 1986 an der Hochschule der Künste, das er als Meisterschüler bei Klaus Fußmann abschloss, arbeitete er erst als Familienhelfer und war später als Dozent im In- und Ausland  tätig. Dabei war er u. a. Assistent von Serge Spitzer, der seinen Blick auf Kunst stark prägte.
Schon während seiner Studienzeit bekam Volker Nikel zahlreiche Preise und Auszeichnungen und erregte durch Aktionen mit der Motorsäge (z. B. "Dart Nice", Imperia) und durch Film, Musik und Performance schnell öffentliches Interesse.
Volker Nikel hat zwei Kinder und lebt und arbeitet zeitweise auf seinem Sommersitz in der Nähe von Rheinsberg.

## Werk
Die Kunst von Nikel ist an die Klassische Moderne angelehnt und greift auf Stilelemente u. a. von Cézanne, Munch, Marc zurück. Sein Schaffen gliedert sich in die Bereiche Malerei, Bildhauerei, Performance und Kunst im öffentlichen Raum. In allen Ausdrucksformen arbeitet er sowohl figurativ wie auch abstrakt. Trotz dieser Vielfalt der Arbeitsweisen sind in seinem Werk verbindende Stilmerkmale zu erkennen, die sich durch die Kunstformen hindurch ziehen.
Einiger seiner Skulpturengruppen wurden für den öffentlichen Raum konzipiert und sind z. B. im Potsdamer Landesbehördenzentrum zu besichtigen. Neben seinen Bildern und Skulpturen hat Nikel auch große Stahlobjekte sowie wie kleine Mobiles entwickelt. Auch in diesen abstrakten Arbeiten geht es um das Zusammenspiel verschiedener Kräfte, die durch die Komposition im Gleichgewicht gehalten werden.
Neben diesen Verbindungslinien lässt sich über die Jahre des Schaffens auch ein Wandel in Nikels Arbeitsweisen erkennen, der von veränderten Interessen und kulturellen Einflüssen herrührt. Während sich Nikel in den 1980er Jahren auch aktionistischer Formen in der Tradition von Fluxus und des politischen Happenings bediente, ist seine Arbeit ab den 1990ern vor allem von einer intensiven konzeptuellen Auseinandersetzung mit der Tradition der Moderne geprägt.
In jüngster Zeit ist in Nikels Schaffen verstärkt eine Zuwendung zu Naturmotiven zu erkennen, die mit seinem zweiten Wohnsitz in Rheinsberg zusammenhängt.

## Ausstellungen
- 2013: Malerei und Plastik, Architekten- und Ingenieur-Verein zu Berlin e.V.
- 2013: Volker Nikel – Zwischen Expression und sinnlicher Figuration, Villa Köppe
- 2012: Engel, Skulpturenausstellung Sammlung Rehbein Berlin
- 2009: „Für mich die Liebe, Respekt für meine Arbeit“ Listros Galerie, Malerei, Holzskulpturen, Berlin
- 2009: Skulpturenausstellung im Kunstverein Backnang
- 2008: „Homunculus“ Neuer Europäischer Kunstverein Thüringen, Holzskulptur, Meiningen
- 2008: „Quansa“ multidisziplinäres Kunst- und Kulturprojekt, Addis Abeba, Äthiopien
- 2007: „Arte e vita-Landschaften der Sehnsüchte“ Skulpturen, Malerei, Barth, Germany
- 2006: Artforum für BBK, Berlin
- 2006: „Malerei und Skulpturen“ Galerie Bremer, Berlin
- 2004: „Klingender Stuhl“ mit Thomas Seelig, Lange Nacht der Wissenschaft, TU Berlin
- 2003: Klanginstallation, Lange Nacht der Wissenschaft, TU Berlin
- 2003: Installation und Malerei Artspeicher, Museum für Junge Kunst Potsdam
- 2000: Malerei, Bundesministerium für Familie, Senioren, Frauen und Jugend, Berlin
- 1996: Skulptur, Art Cologne, Galerie Menshikoff
- 1996: Skulpturen, Art Forum Berlin
- 1995: DART NICE, Performance und Ausstellung, Nizza
- 1995: Art Cologne, Galerie Menshikoff
- 1994: Skulpturen, Galerie Steiner & Knecht, Zürich, Schweiz
- 1991: The 2nd Taejeon ´91 Triennale, City – Hall, Seoul, Korea
- 1988: „NCKUNSTBO“ Moskau – Berlin, Bahnhof Westend
- 1986: Living Art Museum, Reykjavík
- 1985: Biennale des Friedens, Kunsthalle Hamburg
- 1982: Große Münchner Kunstausstellung